# Anna Naklab
Anna Naklab właściwie Annika Klose (ur. 14 lipca 1993 w Getyndze) – niemiecka piosenkarka i autorka tekstów. Znana z takich coverów jak: „Wicked Game” Chrisa Isaaka oraz „Supergirl” grupy Reamonn. Dorastała w mieście Northeim w Dolnej Saksonii w Niemczech. Jako swoje inspiracje wymieniła Adele, Amy Winehouse i Room Eleven.

## Dyskografia
| Rok                                                      | Tytuł                                                     | Najwyższe pozycje na listach | Najwyższe pozycje na listach | Najwyższe pozycje na listach | Najwyższe pozycje na listach | Najwyższe pozycje na listach | Najwyższe pozycje na listach | Najwyższe pozycje na listach | Najwyższe pozycje na listach | Najwyższe pozycje na listach | Najwyższe pozycje na listach | Certyfikat                                                                           | Album |
| Rok                                                      | Tytuł                                                     | GER                          | AUS                          | AUT                          | FRA                          | SPA                          | NLD                          | POL                          | SLO                          | SWI                          | HUN                          | Certyfikat                                                                           | Album |
| -------------------------------------------------------- | --------------------------------------------------------- | ---------------------------- | ---------------------------- | ---------------------------- | ---------------------------- | ---------------------------- | ---------------------------- | ---------------------------- | ---------------------------- | ---------------------------- | ---------------------------- | ------------------------------------------------------------------------------------ | ----- |
| 2013                                                     | „Wicked Games” (Parra For Cuva gościnnie: Anna Naklab)    | 89                           | 14                           | –                            | 71                           | –                            | 6                            | –                            | –                            | –                            | –                            | brak                                                                                 | –     |
| 2015                                                     | „Supergirl” (gościnnie Alle Farben i YouNotUs)            | 2                            | –                            | 1                            | 52                           | 52                           | –                            | 1                            | 2                            | 5                            | 3                            | - GER: platynowa płyta - AUT: złota płyta - SPA: złota płyta - POL: diamentowa płyta | –     |
| 2015                                                     | „Something Near” (Parra for Cuva, gościnnie: Anna Naklab) | –                            | –                            | –                            | –                            | –                            | –                            | –                            | –                            | –                            | –                            | brak                                                                                 | –     |
| 2016                                                     | „Hush” (YouNotUs, gościnnie: Anna Naklab)                 | –                            | –                            | –                            | –                            | –                            | –                            | –                            | –                            | –                            | –                            | brak                                                                                 | –     |
| 2016                                                     | „Whole”                                                   | –                            | –                            | –                            | –                            | –                            | –                            | –                            | –                            | –                            | –                            | brak                                                                                 | –     |
| 2016                                                     | „Coming Up”                                               | –                            | –                            | –                            | –                            | –                            | –                            | –                            | –                            | –                            | –                            | brak                                                                                 | –     |
| 2017                                                     | „Future Me”                                               | –                            | –                            | –                            | –                            | –                            | –                            | –                            | –                            | –                            | –                            | brak                                                                                 | –     |
| 2017                                                     | „Easy Heart” (oraz Kende)                                 | –                            | –                            | –                            | –                            | –                            | –                            | –                            | –                            | –                            | –                            | brak                                                                                 | –     |
| 2017                                                     | „Dust” (oraz Twocolors)                                   | –                            | –                            | –                            | –                            | –                            | –                            | –                            | –                            | –                            | –                            | brak                                                                                 | –     |
| 2017                                                     | „Alright” (gościnnie: Polina)                             | –                            | –                            | –                            | –                            | –                            | –                            | –                            | –                            | –                            | –                            | brak                                                                                 | –     |
| 2019                                                     | „Understand” (oraz Tinush Salehi, Karl Thesing)           | –                            | –                            | –                            | –                            | –                            | –                            | –                            | –                            | –                            | –                            | brak                                                                                 | –     |
| 2021                                                     | „Clocks” (oraz Justus Rümenapp)                           | –                            | –                            | –                            | –                            | –                            | –                            | –                            | –                            | –                            | –                            | brak                                                                                 | –     |
| 2021                                                     | „I Can See Clearly Now” (oraz Justus Rümenapp)            | –                            | –                            | –                            | –                            | –                            | –                            | –                            | –                            | –                            | –                            | brak                                                                                 | –     |
| 2021                                                     | „Follow the Sun” (oraz Justus Rümenapp)                   | –                            | –                            | –                            | –                            | –                            | –                            | –                            | –                            | –                            | –                            | brak                                                                                 | –     |
| „–” oznacza, że singel nie był notowany na danej liście. |                                                           |                              |                              |                              |                              |                              |                              |                              |                              |                              |                              |                                                                                      |       |